# Rónald Salas
Ronald Ulises Salas Mora (San Isidro de El General, Pérez Zeledón, 1 de julio de 1989) es un futbolista costarricense que juega como volante y actualmente milita en AS Puma Generaleña de la Primera División de Costa Rica.

## Clubes
| Club               | País       | Año               |
| ------------------ | ---------- | ----------------- |
| Pérez Zeledón      | Costa Rica | 2009 - 2012       |
| AS Puma Generaleña | Costa Rica | 2014 - Actualidad |